# ラファコンドール・シャープ
ラファコンドール・シャープ（英語: Rapha Condor-Sharp）はイギリスのUCIコンチネンタルチーム。
2004年に設立された。2009年のイギリスチャンピオンのクリスティアン・ハウスが所属している。また、オリンピックメダリストのクリス・ニュートンがかつて所属していた。
2011年のツアー・オブ・ブリテンでは、メンバーのジョナサン・ティエナン・ロックがラッセル・ハンプトン (Russell Hampton)を破り山岳賞を受賞した。黒いユニフォームのチーム。2012年からは育成選手のためのチームとなり、ティエナン・ロックは移籍することが決まっている。